# بارو (کالیفرنیا)
بارو (به انگلیسی: Barro) یک منطقهٔ مسکونی در ایالات متحده آمریکا است که در شهرستان ناپا، کالیفرنیا واقع شده‌است. بارو ۷۲ متر بالاتر از سطح دریا واقع شده‌است.